# Mercy (пісня Шона Мендеса)
«Mercy» (укр. Змилуйся) — пісня канадського співака і автора пісень Шона Мендеса. Написана Мендесом в співавторстві з Ільзі Жюбер, Денні Паркером і Тедді Гейгером. Продюсуванням пісні займалися Гейгер та Джейком Гослінгом. Пісня була випущена 18 серпня 2016 року лейблом Island Records як третій промо-сингл, а пізніше, 18 жовтня 2016 року, як другий сингл другого студійного альбому Мендеса Illuminate (2016).

## Композиція
«Mercy» написана в тональності Мі мінор з темпом від 144 до 152 ударів на хвилину і музичним розміром 4/4 (ціла нота). Вокал Мендеса в пісні охоплює діапазон від B3 до A5.

## Музичне відео
21 вересня 2016 року було презентовано музичне відео режисера Джей Мартін. У відео зображено як Мендес тоне в замкненому автомобілі в океані та як він виконує пісню на інструментах в складському приміщенні студії TriBro Studios.

## Виступи наживо
Мендес вперше виконав пісню «Mercy» в ефірі Нічного шоу з Джиммі Феллоном 22 вересня 2016 року, з живою грою барабанів, електрогітари, бас-гітари і фортепіано. Пізніше він виконував пісню в ранковому шоу Today 23 вересня, в програмі Найпізніше шоу з Джеймсом Корденом 28 вересня, на талант-шоу The X Factor (Британія) 23 жовтня, і The X Factor Австралії 31 жовтня, а також на шоу Суботнього вечора у прямому ефірі 4 грудня.

## Чарти
| Чарт (2016–17)                            | Найвища позиція |
| ----------------------------------------- | --------------- |
| Австралія (ARIA)                          | 13              |
| Австрія (Ö3 Austria Top 75)               | 8               |
| Бельгія (Ultratop Flanders)               | 24              |
| Бельгія (Ultratop Wallonia)               | 19              |
| Канада (Canadian Hot 100)                 | 23              |
| Канада (AC) (Billboard)                   | 23              |
| Канада (CHR/Top 40) (Billboard)           | 17              |
| Канада (Hot AC) (Billboard)               | 17              |
| Чехія (IFPI)                              | 3               |
| Чехія (Singles Digitál Top 100)           | 15              |
| Данія (Tracklisten)                       | 7               |
| Франція (SNEP)                            | 168             |
| Німеччина (Official German Charts)        | 16              |
| Угорщина (Rádiós Top 40)                  | 25              |
| Угорщина (Single Top 40)                  | 22              |
| Ірландія (IRMA)                           | 17              |
| Italy (FIMI)                              | 17              |
| Нідерланди (Dutch Top 40)                 | 5               |
| Нідерланди (Mega Single Top 100)          | 6               |
| Нова Зеландія (Recorded Music NZ)         | 18              |
| Норвегія (VG-lista)                       | 16              |
| Польща (Polish Airplay Top 100)           | 71              |
| Португалія (AFP)                          | 3               |
| Шотландія (Official Charts Company)       | 8               |
| Словаччина (IFPI)                         | 28              |
| Словаччина (Singles Digitál Top 100)      | 18              |
| Швеція (Sverigetopplistan)                | 20              |
| Швейцарія (Media Control AG)              | 4               |
| Велика Британія (Official Charts Company) | 15              |
| США (Billboard Hot 100)                   | 15              |
| США (Adult Contemporary) (Billboard)      | 11              |
| США (Adult Top 40) (Billboard)            | 2               |
| США (Hot Dance Airplay) (Billboard)       | 36              |
| США (Mainstream Top 40) (Billboard)       | 6               |

| Чарт (2016)                        | Поизиція |
| ---------------------------------- | -------- |
| Австралія (ARIA)                   | 70       |
| Данія (Tracklisten)                | 69       |
| Німеччина (Official German Charts) | 93       |
| Нідерланди (Single Top 100)        | 71       |

## Сертифікації
https://mobile.twitter.com/shawncharts/status/841403223621656576}}
| Регіон | Сертифікація  | Продажі   |
| --- | ------------- | --------- |
| Австралія (ARIA) | 2× Платиновий | 140 000   |
| Бельгія (BEA) | Платиновий    | 30,000    |
| Данія (IFPI Denmark) | 2× Платиновий | 60,000    |
| Франція (SNEP) | Золотий       | 75,000    |
| Німеччина (BVMI) | Золотий       | 200,000   |
| Італія (FIMI) | 2× Платиновий | 100 000   |
| Нова Зеландія (RIANZ) | Золотий       | 15,000    |
| Норвегія (IFPI Norway) | 2× Платиновий | 80 000    |
| Польща (ZPAV) | Золотий       | 10 000    |
| Іспанія (PROMUSICAE) | Золотий       | 20,000    |
| Швеція (IFPI Sweden) | 2× Платиновий | 80,000    |
| Велика Британія (BPI) | Золотий       | 400 000   |
| США (RIAA) | 2× Платиновий | 2,000,000 |
| *продажі, що базуються лише на сертифікаціях · ^відвантаження, що базуються лише на сертифікаціях · продажі+прослуховування, що базуються лише на сертифікаціях |               |           |

## Історія випуску
| Регіон          | Дата           | Формат               | Лейбл                                | Прим.  |
| --------------- | -------------- | -------------------- | ------------------------------------ | ------ |
| Сполучені Штати | 18 серпня 2016 | Цифрове завантаження | Island Records Universal Music Group | [ 5 ]  |
| Сполучені Штати | 18 жовтня 2016 | Top 40 radio         | Island Records Republic Records      | [ 63 ] |